# Ribes horridum
Ribes horridum är en ripsväxtart som beskrevs av Franz Josef Ivanovich Ruprecht och Carl Maximowicz. Ribes horridum ingår i släktet ripsar, och familjen ripsväxter. Inga underarter finns listade i Catalogue of Life.